# Middleton on the Hill
Middleton on the Hill is een civil parish in het bestuurlijke gebied Herefordshire, in het Engelse graafschap Herefordshire.